# Jermakovo (kraj Krasnojarsk)
Jermakovo (Russisch: Ермаково) is een verlaten plaats (posjolok) aan de westoever van de Jenisej in het district Toeroechanski van de Russische kraj Krasnojarsk in het centrale deel van Siberië. De plaats ontstond door toedoen van de aanleg van de Poolcirkelspoorlijn, die in opdracht van Jozef Stalin werd aangelegd tussen Salechard en Igarka van 1947 tot 1953 door honderdduizenden Goelagdwangarbeiders.

## Geschiedenis

### Ontstaan en groei
Bouwproject-503 (het oostelijkste traject) vestigde in het voorjaar van 1950 zijn hoofdkwartier in Jermakovo, nadat op 1 januari van dat jaar was besloten tot de verplaatsing. Dit was de noordelijke afdeling van de GOeLZjDS ("hoofdkampbestuur voor spoorlijntransport" van de Goelag) van de MVD onder leiding van Vasili Barabanov. In die tijd woonden en werkten meer dan 20.000 gevangenen, ingenieurs en andere werklieden in de plaats. De bedoeling was om er eerst een veerverbinding over de Jenisej te openen (waarvoor 3 ferry's in Finland werden gebouwd) en uiteindelijk een 5 kilometer lange spoorbrug te bouwen. In rap tempo werd de plaats opgebouwd. Er werden een grote houtmolen, een energiecentrale, winkels, scholen en huizen neergezet door de gevangenen. Twee jaar later was de plaats reeds twee keer zo groot als Igarka. Er was een aanlegsteiger voor personenvervoer en op de oostkust van de Jenisej werd een vliegveld aangelegd. Een hoogspanningskabel werd over de Jenisej gespannen en er werd een telefoonverbinding geplaatst, waardoor Igarka nu een directe verbinding had met Moskou, via Salechard (deze telefoonlijn was nog in gebruik tot lang na het stilleggen van de bouw).

### Stopzetting spoorlijn en leegloop van de plaats
Bij de dood van Stalin in 1953 werd de bouw van de spoorlijn echter stopgezet. Op dat moment woonden ongeveer 15.000 "vrijen" en 10.000 gevangenen (verspreid over 3 kampzones) in de plaats. Van 1953 tot 1954 werden eerst haastig alle gevangenen weggehaald door de regering, om ze elders in te kunnen zetten en vervolgens verlieten ook een groot deel van de overige inwoners de plaats. De ferry's werden uiteindelijk ingezet in de Straat van Kertsj.

### Kernproef Kraton-2
In 1977 werd een diepe put geslagen door een oliebedrijf uit Toeroechansk. Op 23 augustus 1978 om 10 uur 's avonds werd hierin kernproef Kraton-2 uitgevoerd op een diepte van 880 meter op 1,5 kilometer van Jermakovo met een kracht van 20 kiloton. Deze vormde onderdeel van een serie van 9 kernproeven in de kraj in de jaren 70 en 80. Van tevoren werd de hele bevolking van Jermakovo, die toen nog uit enkele duizenden inwoners bestond, geëvacueerd naar Igarka, waar velen van hen bleven wonen. Nadien kwam een klein gedeelte ondanks de waarschuwingen met betrekking tot hoge stralingsniveaus terug, maar na verloop van tijd vertrokken ook de laatste inwoners. Metingen in 1992 wezen uit dat de stralingsniveaus zich onder de maximumwaarden bevonden en dat de plaats daarom als veilig kon worden gezien.

### Latere Sovjetjaren
De plaats overgroeide over de tijd bijna volledig. Veel ijzeren elementen werden weggeroofd door ijzerdieven voor verkoop als schroot. Overblijfselen van onvoltooide bruggen, geraamtes van een spoorwegdepot en andere spoorweggebouwen, een aantal kampbarakken met prikkeldraad en wachttorens zijn het enige wat overgebleven is van de plaats.
Tot de jaren 80 bestond Jermakovo nog als bestuurlijk onderdeel van de stadsraad van Igarka. Toen echter alleen nog een onderdeel van de sovchoz Igarski en een onderdeel van het visbedrijf van Igarka er actief waren, kwam de plaats onder het directe bestuur van de stad te staan.

### Beschermingsstatus en locomotievenkwestie
Tussen 1992 en 1996 werden een aantal wetten aangenomen in Igarka om de overblijfselen van de plaats als historisch monument van lokaal belang aan te wijzen, waarmee het verboden werd om nog langer spullen weg te slepen uit de plaats. Onder deze beschermingsregeling vielen ook drie locomotieven, die zich er nog bevonden.
In 2005 werden de drie spoorlocomotieven, die hier al meer dan 50 jaar stonden en waarvan nog minder dan tien in de wereld bestaan, meegenomen. Aanvankelijk dacht men dat ze waren gestolen om te worden verkocht als schroot, maar later bleek dat autoriteiten ze mee hadden genomen om ze te repareren in de nabijgelegen plaats Svetlogorsk en elders weer op te stellen als museumstukken. Vervolgens kwamen er geruchten dat een van de locomotieven alsnog was verwerkt tot schroot.